# محمد چملال (بازیکن فوتبال)
محمد چملال (انگلیسی: Mohamed Chemlal؛ زادهٔ ۸ فوریهٔ ۱۹۹۵) بازیکن فوتبال است.
وی همچنین در تیم ملی فوتبال زیر ۱۷ سال فرانسه بازی کرده‌است.